# Andreas Maul
Andreas Rudolf Maul (* 5. Januar 1966 in Gummersbach) ist ein ehemaliger deutscher Leichtathlet, der vor allem im 100-Meter-Lauf erfolgreich war.

## Sportliche Karriere
Andreas Maul startete für die LG Wipperfürth. Bei den Deutschen Meisterschaften 1988 gewann er den Titel über 100 Meter in 10,50 Sekunden. Seine Bestzeit von 10,28 Sekunden lief er am 15. Juli 1989 in Duisburg.
Bei der Universiade 1989 in Duisburg schied er im Zwischenlauf aus. Andreas Maul trat von 1987 bis 1989 bei fünf Wettkämpfen im Nationaltrikot an.